# Lawalde
Lawalde (obersorbisch Lěwałd) ist eine sächsische Gemeinde bei Löbau in der Oberlausitz, die zum Landkreis Görlitz gehört.

## Geografie und Verkehr
Die Gemeinde Lawalde liegt im zentralen Teil des Landkreises. Sie liegt circa fünf Kilometer südwestlich von Löbau inmitten des Landschaftsschutzgebietes „Oberlausitzer Bergland“. Höchste Erhebungen im Gemeindegebiet sind der Hochstein (533 m ü. NHN) und der Kötzschauer Berg (465,5 m ü. NHN). Die B 178 verläuft östlich der Gemeinde. Durch den Ort fließt das Laubaer Wasser, ein Nebengewässer der Litte.

## Geschichte
Lawalde wurde von den Siedlern als Waldhufendorf (mit Gutsblöcken) angelegt. Von 1290 stammt die erste urkundliche Erwähnung durch Friedrich (Frisco) von Lewenwalde, Lokator und Namensgeber der Ortschaft. Kleindehsa wird schon im Jahr 1242 in einer Verkaufsurkunde erstmals urkundlich erwähnt. Die Gebrüder Sleiffe aus Görlitz werden 1423 als neue Besitzer von Lawalde genannt. Lawalder Bauern mussten gegen Ende des 15. Jahrhunderts jährlich 9,5 Mark Zins sowie jeweils 25 Scheffel Weizen und Korn an den damaligen Oppacher Gutsherren entrichten. 1495 kaufte die Stadt Löbau für 600 Schock Groschen den Ort. Nach dem Oberlausitzer Pönfall von 1547 übernahmen adlige Grundherren Lawalde. Es wurden 1609 zwei Rittergüter Nieder- und Oberlawalde auf Kosten aufgekaufter Bauern gebildet, welche 1723 von Carl Gottlob von Ponickau wieder vereinigt wurden. In einer Chronik wird von ihm berichtet: „Er war ein scharfer und böser Herr, der die Hofedienste willkürlich sehr erhöhte.“ 1752 wurde der ganze Ort von einem Obercunnersdorfer Leinwandfaktor gekauft, dessen zwei Söhne (Löbauer Leinwandhändler mit geschäftigen Überseekontakten) vom Vater die zwei Lawalder Güter 1772 erhielten. 1853 wurde Lawalde Landgemeinde durch die Vereinigung von Nieder- und Oberlawalde. Vom 1. April 1939 bis 1945 war Lauba (ohne den Ortsteil Neulauba, der nach Beiersdorf eingemeindet wurde) eingemeindet.
Zum 1. März 1994 wurden im Zuge der Sächsischen Gemeindegebietsreform die Gemeinden Kleindehsa und Lauba nach Lawalde eingemeindet.
Lawalde war bis 2018 staatlich anerkannter Erholungsort.

### Ortsnamenformen
1290: Frisco de Lewenwalde, 1402: Lawenwalt, 1428: Lauwenwald, 1481: Lauwalde, 1491: Lewenwalde, 1495: Lawinwalde, 1574: Lawalde

### Verwaltungszugehörigkeit
1777: Bautzener Kreis, 1843: Landgerichtsbezirk Löbau, 1856: Gerichtsamt Löbau, 1875: Amtshauptmannschaft Löbau, 1952: Kreis Löbau, 1994: Landkreis Löbau-Zittau, 2008: Landkreis Görlitz

### Einwohnerentwicklung
| Jahr | Einwohner                                                                                            |
| 1547 | 34 besessene Mann                                                                                    |
| 1777 | Nieder-L. 12 besessene Mann, 13 Gärtner, 23 Häusler Ober-L. 5 besessene Mann, 06 Gärtner, 11 Häusler |
| 1834 | 0.635                                                                                                |
| 1871 | 0.885                                                                                                |
| 1890 | 0.887                                                                                                |
| 1910 | 0.791                                                                                                |
| 1925 | 0.851                                                                                                |
| 1939 | 1.709                                                                                                |
| 1946 | 0.985                                                                                                |
| 1950 | 1.081                                                                                                |
| 1964 | 0.999                                                                                                |
| 1990 | 0.880                                                                                                |
| 2000 | 2.199 (nach Eingemeindung)                                                                           |
| 2009 | 2.025                                                                                                |
| 2012 | 1.946                                                                                                |
| 2013 | 1.921                                                                                                |

## Politik

### Gemeinderat
Seit der Gemeinderatswahl am 9. Juni 2024 verteilen sich die 12 Sitze des Gemeinderates folgendermaßen auf die einzelnen Gruppierungen:
- AfD: 4 Sitze (− 1)
- CDU: 4 Sitze (− 1)
- Bürgerliste: 3 Sitze (+ 2)
- BSW: 1 Sitz (+ 1)

| Gemeinderat ab 2024Insgesamt 12 Sitze - BSW: 1 - Bürgerliste: 3 - CDU: 4 - AfD: 4 | Liste                          | 2024   | 2024   | 2019   | 2019   | 2014   | 2014   |
| Gemeinderat ab 2024Insgesamt 12 Sitze - BSW: 1 - Bürgerliste: 3 - CDU: 4 - AfD: 4 | Liste                          | Sitze  | in %   | Sitze  | in %   | Sitze  | in %   |
| Gemeinderat ab 2024Insgesamt 12 Sitze - BSW: 1 - Bürgerliste: 3 - CDU: 4 - AfD: 4 | AfD                            | 4      | 36,2   | 5      | 37,4   | –      | –      |
| Gemeinderat ab 2024Insgesamt 12 Sitze - BSW: 1 - Bürgerliste: 3 - CDU: 4 - AfD: 4 | CDU                            | 4      | 29,7   | 5      | 38,3   | 8      | 66,8   |
| Gemeinderat ab 2024Insgesamt 12 Sitze - BSW: 1 - Bürgerliste: 3 - CDU: 4 - AfD: 4 | Bürgerliste 2019: Freie Wähler | 3      | 22,9   | 1      | 10,3   | –      | –      |
| Gemeinderat ab 2024Insgesamt 12 Sitze - BSW: 1 - Bürgerliste: 3 - CDU: 4 - AfD: 4 | BSW                            | 1      | 9,3    | –      | –      | –      | –      |
| Gemeinderat ab 2024Insgesamt 12 Sitze - BSW: 1 - Bürgerliste: 3 - CDU: 4 - AfD: 4 | Linke                          | –      | 1,8    | 1      | 8,4    | –      | –      |
| Gemeinderat ab 2024Insgesamt 12 Sitze - BSW: 1 - Bürgerliste: 3 - CDU: 4 - AfD: 4 | FDP                            | –      | –      | –      | 5,5    | –      | 6,3    |
| Gemeinderat ab 2024Insgesamt 12 Sitze - BSW: 1 - Bürgerliste: 3 - CDU: 4 - AfD: 4 | DSU                            | –      | –      | –      | –      | 1      | 11,1   |
| Gemeinderat ab 2024Insgesamt 12 Sitze - BSW: 1 - Bürgerliste: 3 - CDU: 4 - AfD: 4 | Wahlbeteiligung                | 76,3 % | 76,3 % | 73,3 % | 73,3 % | 61,2 % | 61,2 % |

### Bürgermeister
Bürgermeisterin ist seit 2001 Nadja Kneschke.
| Wahl | Bürgermeister  | Vorschlag | Wahlergebnis (in %) |
| ---- | -------------- | --------- | ------------------- |
| 2022 | Nadja Kneschke | Kneschke  | 53,2                |
| 2015 | Nadja Kneschke | Kneschke  | 79,4                |
| 2008 | Nadja Kneschke | Kneschke  | 87,8                |
| 2001 | Nadja Kneschke | Kneschke  | 49,8                |

## Gedenkstätten
- Gedenkstein auf dem Friedhof für zwei unbekannte KZ-Häftlinge, die bei einem Todesmarsch im Februar 1945 von SS-Männern ermordet wurden

## Sehenswürdigkeiten

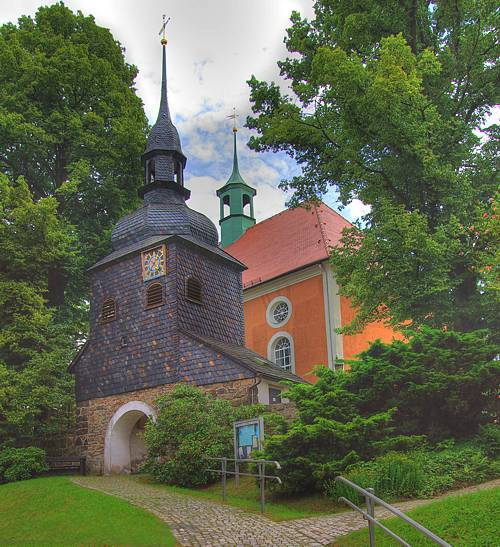
Glockenturm und Kirche

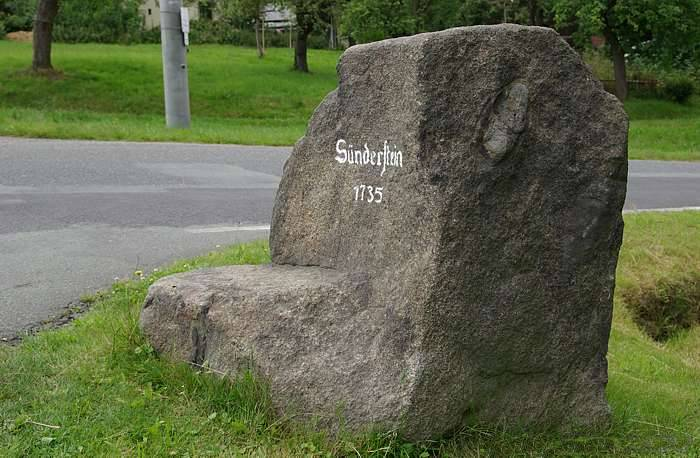
Sünderstein

- Kakteensammlung der Familie Matthes (älteste private Sammlung in Deutschland)
- Niedermühle, Wassermühle der Familie Ritter aus Lawalde (technisches Denkmal, um 1550 erstmalige Erwähnung, hat bis 1989 als Wassermühle täglich Korn gemahlen)
- Heimat- und Landwirtschaftsmuseum der Familie Knöschke
- Dorfkirche Lawalde (1698 erhielt die Dorfkirche den freistehenden, 17 Meter hohen Glockenturm, der einmalig in der Oberlausitz ist)
- „Sünderstein“, ein 1,5 Meter hoher Granodioritblock mit der Inschrift „1735“ (am Ortsausgang in Richtung Großschweidnitz auf der linken Seite an der Dürrhennersdorfer Straße): Hier durften der Überlieferung nach die Verurteilten vor dem Gang zum Galgenberg, das letzte Mal ausruhen. Eine Sage erwähnt zwei Spremberger Spitzbuben (Heetel und Bargel), welche bei einem Mordversuch gefasst und danach zum Tode verurteilt wurden.
- ehemaliges Wasserschloss mit Park in Kleindehsa, hier wohnte einst ein Zweig der Familie „von Carlowitz“, heute als Grundschule der Gemeinde genutzt

In der Liste der Kulturdenkmale in Lawalde sind die Kulturdenkmale der Gemeinde aufgeführt.

## Persönlichkeiten

### Söhne und Töchter der Gemeinde
- Gustav Bayn (* 2. November 1895; † 21. November 1974), Oberlausitzer Volksdichter, Bürgermeister von 1948 bis 1958
- Richard Heidrich (* 28. Juli 1896; † 22. Dezember 1947), General der Fallschirmtruppe im Zweiten Weltkrieg